# 大地天文學
大地天文學或天文大地測量學（天體大地測量學）是將天文學的方法應用於大地測量網和其它大地測量科技項目。 

## 應用
最重要的應用是：
- 建立大地基準系統（例如ED50）或探險
- 恆星的視位置和它們的自行
- 精確的天文導航
- 天文大地測量的大地水準面量測
- 對地下地形和地質層的岩石密度進行建模
- 對地球自轉和極地漂移的監測
- 對物理學和地球科學的時間系統的貢獻

## 量測科技
重要的量測科技包括：
- 通過經緯儀、測距儀、星盤或天頂攝影機進行緯度測定和經度測定
- 通過觀測恆星穿越，例如通過子午儀（視覺、攝影或CCD）來量測時間和恆星位置
- 方位角測定
  - 大地測量網的精確方向
  - 陸地的和太空方法之間的相互轉換
  - 通過在特殊固定點上使用「拉普拉斯點（英语：Laplace point）」來提高精度
- 垂直撓度測定及其使用
  - 大地水準面測定
  - 在非常精確網絡的數學中精簡
  - 用於地球物理和地質目的（見上文）
- 現代太空方法
  - VLBI測定電波源（類星體）
  - 通過像依巴谷衛星和後來的蓋亞探測器的巡天掃描，對恆星進行天體量測

這些方法的精度取決於儀器及其光譜波長、量測或掃描方法、時間量（與經濟性相比）、大氣情况、表面穩定性。在人造衛星上，儀器受到機械和溫度的影響，觀測者的經驗和技能，以及物理數學的模型準確性。
因此，精度從60角秒（導航，約1英里）到0.001角秒甚至更高（幾釐米；衛星，VLBI），例如：
- 角度（垂直偏轉和方位角）±1"至0.1"
- 大地水準面測定和高度系統約5公分至0.2公分
- 天文緯度/經度和恆星位置 ±1"至0.01"
- 依巴谷衛星的恆星位置精確至 ±0,001"
- VLBI的類星體位置和地球自轉極點的精度在0.001至0,0001"（公分至公厘）

天文大地水準測量是一種基於垂直撓度量測以確定局部大地水準面的方法。給定一個點的起始值，確定一個區域的大地水準面起伏就變成了垂直偏轉的簡單積分問題，因為它代表了大地水準面起伏的水平空間梯度。

## 外部連結
- Thomson, D. B.  (PDF). Department of Geodesy and Geomatics Engineering University of New Brunswick.
- . geodesy.noaa.gov. NOAA （美国英语）.

Template:Geodesy navbox